# ديزي بيتس
ديزي بيتس (بالإنجليزية: Daisy Betts)‏ هي ممثلة أسترالية، ولدت في 1 فبراير 1982 بسيدني في أستراليا.

## أعمال

### مسلسلات
- كاسل

## وصلات خارجية
- ديزي بيتس على موقع IMDb (الإنجليزية)
- ديزي بيتس على موقع ألو سيني (الفرنسية)
- ديزي بيتس على موقع أول موفي (الإنجليزية)
- ديزي بيتس على موقع قاعدة بيانات الأفلام السويدية (السويدية)
- ديزي بيتس على موقع قاعدة بيانات الفيلم (الإنجليزية)
- ديزي بيتس على موقع كينوبويسك (الروسية)